# Циклічна модель (космологія)
Циклічна модель (в космології) (або циклічна теорія) - одна з космологічних гіпотез. У даній моделі Всесвіт, виникнувши з  сингулярності  Великого Вибуху, проходить період розширення, після чого гравітаційна взаємодія зупиняє розширення і починається зворотне стиснення Всесвіту в сингулярність (Велике стискання) . Таким чином, Всесвіт існує в період між двома сингулярними станами  розширень і колапсів.

## Огляд циклічної моделі
У 1930-х деякі фізики, включаючи і Альберта Ейнштейна, передбачали модель циклічного Всесвіту як альтернативу вічного розширення (гіпотезі  теплової смерті). Однак робота Річарда Толмана (Richard C. Tolman), що вийшла в 1934, показала неспроможність моделі через проблеми ентропії: згідно Другому закону термодинаміки, ентропія може тільки зростати. Відповідно, подальші цикли збільшуються в розмірі і тривалості; екстраполяція назад в часі показує, що попередні цикли стають все коротшими, знову приводячи до Великого Вибуху (але не замінюючи його).
Новий етап в дослідженні циклічної моделі настав з початком 21-го століття, з приходом в космологію понять темної матерії і темної енергії. Одна з нових циклічних моделей заснована на  теорії струн (автори - Пол Стейнхардт і Neil Turok, Прінстонський університет, 2001). Інша циклічна модель, заснована на ролі фантомної енергії, запропонована в 2007 фізиками Lauris Baum і Paul Frampton (Університет Північної Кароліни в Чапел-Гілл).